# Horst Neumann (Dirigent)
Horst Neumann (* 1. August 1934 in Böhmisch Leipa; † 22. August 2013 in Leipzig) war ein deutscher Dirigent.

## Leben und Wirken
Neumann wurde 1934 in Tschechoslowakei geboren. Nach der Ausbildung an einer Hermann-Lietz-Schule absolvierte er ein Studium in Dirigieren, Klavier, Orchester- und Chorleitung an der Hochschule für Musik in Berlin, das er 1959 mit Auszeichnung abschloss.
1964 wurde er nach verschiedenen Engagements ständiger Gastdirigent beim Rundfunk in Leipzig und 1967 Chefdirigent des berühmten Leipziger Rundfunkchores.
Mit der Sächsischen Staatskapelle Dresden, dem Gewandhausorchester Leipzig und dem Rundfunk-Sinfonieorchester Leipzig wurden in den folgenden Jahren weit über hundert Schallplatten sowie Rundfunkaufnahmen in Zusammenarbeit mit Dirigenten wie Herbert von Karajan, Karl Böhm, Wolfgang Sawallisch, Carlos Kleiber, Giuseppe Patanè, Kurt Masur, Herbert Kegel und vielen anderen eingespielt.
1971 wurde Horst Neumann Dirigent des Rundfunk-Kammerorchesters Leipzig und 1974 stellvertretender Chefdirigent des Rundfunksinfonieorchesters Leipzig.
1977 wurde er Chefdirigent der Radio-Philharmonie Leipzig, die er zu einem bedeutenden sinfonischen Klangkörper entwickelte.
Die Konzertreihe „Zauber der Musik“ wurde durch die innovative Programmauswahl und die Zusammenarbeit mit weltberühmten Solisten zu einer der beliebtesten im Konzertleben des Gewandhauses zu Leipzig. So gelang es Neumann, die noch sehr junge Anne-Sophie Mutter zur Eröffnung der Reihe „Zauber der Musik“ mit Beethovens Violinkonzert erstmals in die DDR und das Gewandhaus Leipzig zu verpflichten. Das selten gespielte Klavierkonzert von Ferruccio Busoni mit dem Pianisten Francois-Joel Thiollier, dem Männerchor des Rundfunkchores Leipzig und der Radio-Philharmonie wurde unter anderem in dieser Konzertreihe zu Gehör gebracht. Solisten wie Cyprien Katsaris, Peter Schreier, Theo Adam, Edith Wiens, die Brüder Kontarsky, Lucia Aliberti, sowie weltberühmte Chorensembles wie der Leipziger Thomanerchor, der Dresdner Kreuzchor, der Chor der Slowakischen Philharmonie Bratislava und viele Male der Rundfunkchor Leipzig waren Gäste dieser Konzertreihe.
Herausragend waren die Fernsehproduktionen von Joseph Haydns Oratorien Die Jahreszeiten und Die Schöpfung mit Rundfunkchor und Radio-Philharmonie Leipzig unter der Stabführung Horst Neumanns.
1984 wurde Horst Neumann zum Artistic Director des Philharmonia Chorus London berufen. Diese Tätigkeit führte in Konzerten und in Schallplattenproduktionen zu einer engen musikalischen Zusammenarbeit mit Dirigenten wie u. a. Carlo Maria Giulini, Bernard Haitink und Mstislaw Rostropowitsch.
1988 wurde Horst Neumann zum Professor und „Director of Choral and Choralsymphonic Studies“ an die Royal Academy of Music in London berufen und 1989 zum „Honory Member“ der Royal Academy London ernannt.
Ab 1988 wurde er darüber hinaus ständiger Gastdirigent des Sinfonieorchesters und des Chores des Norddeutschen Rundfunks in Hamburg und Hannover. Konzertreisen führten ihn mehrere Male nach Mexiko, Argentinien, Kolumbien, Peru, Kuba, Norwegen, in die Tschechoslowakei, die Staaten der Sowjetunion, China, sowie zum Echternach-Festival Luxemburg und zum Athen-Festival, bei dem er mit großem Erfolg Gustav Mahlers 3. Sinfonie zum Gedenken an Dimitri Mitropoulos dirigierte. Ein Zyklus aller Sinfonien Gustav Mahlers führte Neumann mehrere Male nach Mexiko-Stadt.
Neben dem traditionellen Repertoire dirigierte Horst Neumann eine Vielzahl von Uraufführungen in Zusammenarbeit mit Komponisten wie Hans Werner Henze, Luigi Dallapiccola, Luigi Nono, Benjamin Britten, Krzysztof Penderecki, Witold Lutosławski, György Ligeti, Edgar Varèse, Paul Dessau, Hanns Eisler, Edisson Denissow, Augustyn Bloch, Siegfried Matthus, Udo Zimmermann und anderen. Internationale Aufmerksamkeit fanden dabei die Schallplattenproduktionen von Hans Werner Henzes Liederzyklus Voices, Luigi Nonos Epitaph’s auf Garcia Lorca und die Einspielung des Gesamtwerkes Hanns Eislers.

## Auszeichnungen
- Kunstpreis der Stadt Leipzig
- Staatspreis für künstlerisches Volksschaffen 1. Klasse
- 1969: Kunstpreis der DDR[2]
- 1990: Honorary Membership of the Royal Academy of Music (Hon RAM), London[3]

## Diskografie

### Dirigent
- Bach, C. P. E: Magnificat (Wq 215 D-Dur); Solisten: Trauboth, Donose, Wörle, Trekel; NDR-Sinfonieorchester, NDR-Chor; NDR 1996; NDR3 Klassik Edition 5.
- Bartók, Béla: Cantata profana; Solisten: Büchner, Leib; Rundfunkchor Leipzig; Konzertmitschnitt Kongreßhalle Leipzig 1971; Weitblick 2002; SSS 0025-2.
- Bloch, Augustin: Denn dein Licht kommt; Solisten: Schwarz (Orgel), Schweigmann (Sprecher); NDR-Sinfonieorchester, NDR-Chor; Choreinstudierung: Werner Hagen; Konzertmitschnitt St. Katharinen, Hamburg 1988; PROVIVA; ISPV 169.
- Beethoven, Ludwig v.: Lieder verschiedener Völker (Ausschnitte1972); Rundfunkchor Leipzig; Berlin Classics 1997; BC 0091332; (*Beethoven, Schottische Lieder).
- Beethoven, Ludwig v.: Schottische Lieder op. 108 (1972); Rundfunkchor Leipzig; Berlin Classics 1997; BC 0091332; (*Beethoven, Lieder versch. Völker).
- Brahms, Johannes: Deutsche Volkslieder (1975); Rundfunkchor Leipzig; VEB Deutsche Schallplatten/ETERNA 1975; Et 8 26 815.
- Brahms, Johannes: Drei Motetten op. 110 (1974); Rundfunkchor Leipzig; PILZ MAGMA 1990; PILZ 44 2066-2; (*Bach, Mendelssohn Bartholdy, Schubert, Schütz, Silcher).
- Brahms, Johannes: Weltliche Gesänge (1974) op. 17, op. 104, aus op. 42, aus op. 62; Rundfunkchor Leipzig; Berlin Classics 1996; BC 0092762.
- Dessau, Paul: Für Mikis Theodorakis (1967); Instrumentalgruppe, Rundfunkchor Leipzig; VEB Deutsche Schallplatten/ETERNA 1967; Et 410 122.
- Eisler, Hanns: Chöre (1971 und 1975) op. 10. op. 13 - 15, op. 17, op. 19, op. 21, op. 35; Rundfunkchor Leipzig; Berlin Classics 1997; BC 0092362.
- Eisler, Hanns: Drei Männerchöre op. 10 (1971); Rundfunkchor Leipzig; VEB Deutsche Schallplatten/NOVA 1971; Nova 8 85 011.
- Fredrich, Günter: Wer die roten Früchte will (1969); Rundfunk-Blasorchester Leipzig, Rundfunkchor Leipzig; VEB Deutsche Schallplatten/NOVA 1970; Nova 8 85 003.
- Geißler, Fritz: Konzert für Violine und Orchester; Solist: Ruben Gazarian; Westsächsisches Sinfonieorchester; Querstand 2002; VKJK 0224.
- Grieg, Edvard: Konzert für Klavier und Orchester a-moll op.16; Solist: Cyprien Katsaris; Großes Rundfunkorchester Leipzig; PIANO 21 2002; P21 028-A.
- Henze, Hans Werner: Voices; Rundfunksinfonieorchester Leipzig, Rundfunkchor Leipzig; Berlin Classics; BC 0021802.
- Kobjela, Detlef: Ballade für Oboe, Violoncello und Orchester; Solisten: Kosorin (Oboe), Filipovic (Violoncello); Großes Rundfunkorchester Leipzig; Konzertmitschnitt DRA 1985; Gefördert durch die Stiftung für Sorbische Musik; KONSONANZ Musikagentur Bautzen.
- Lischka, Rainer: Akzente – Musik für Orchester in 4 Sätzen; Rundfunksinfonieorchester Leipzig; Hastedt 2007; Zeitgenossen 28.
- Mendelssohn B., Felix: Abschied vom Walde: „O Täler weit, o Höhen“; Rundfunkchor Leipzig; PILZ MAGMA 1990; PILZ 44 2066-2; (*Bach, Mendelssohn Bartholdy, Schubert, Schütz, Silcher).
- Mendelssohn B., Felix: Chöre (1972); Rundfunkchor Leipzig; Berlin Classics 1996; BC 0092782.
- Neubert, Günter: Begegnungen (1976); Rundfunkchor Leipzig; VEB Deutsche Schallplatten/NOVA 1982; Nova 8 85 200.
- Neubert, Günter: Choral-Metamorphosen „Sonne der Gerechtigkeit“; Concerto Ritmico, Orchesterwerke; Solist: Pistorius, Andreas (Klavier); Großes Rundfunkorchester Leipzig, Rundfunkchor Leipzig; Verlag Klaus Jürgen Kamprad; VKJK 9502.
- Neubert, Günter: Vokalsinfonik (* Laudate Ninive); Fünf Gesänge nach Texten aus Luthers Tischreden, „Von menschlichen Schwächen“; Solist: Scheibner, Andreas; Mitteldeutsches Kammerorchester; Querstand 2001; VKJK 0116.
- Nono, Luigi: Epitaffio No. 1 und 3 (1977); Rundfunk-Sinfonieorchester Leipzig, Rundfunkchor Leipzig; Berlin Classics 1994; BC 0021412.
- Rachmaninov, Sergej: Konzert für Klavier und Orchester Nr. 3, d-moll; Solist: Cyprien Katsaris; Großes Rundfunkorchester Leipzig; PIANO 21; P21 020-A.
- Röttger, Heinz: Konzert für Violine und Orchester (1969); Solist: Gustav Schmahl; Rundfunk-Sinfonieorchester Leipzig; Hastedt 200; zeitgenossen ost 14.
- Rosenfeld, Gerhard: Rifugio d‘uccelli notturni (1976); Rundfunkchor Leipzig; Hastedt 1997; HT 5304.
- Schubert, Franz: Der Lindenbaum (o. J.); Rundfunkchor Leipzig; PILZ MAGMA 1990; PILZ 44 2066-2; (Bach, Brahms, Mendelssohn Bartholdy, Schütz, Silcher).
- Schütz, Heinrich: Deutsches Magnificat (1976); Rundfunkchor Leipzig; PILZ MAGMA 1990; PILZ 44 2066-2; (*Bach, Brahms, Mendelssohn Bartholdy, Schubert, Silcher).
- Schumann, Robert: Chöre (1978); Rundfunk-Sinfonieorchester Leipzig, Rundfunkchor Leipzig; Berlin Classics 1996; BC 0091912.
- Schumann, Robert: Die schönsten Chöre; Rundfunkchor Leipzig; ART 0029102.
- Schumann, Robert: Goethe-Lieder; u. a. Rundfunkchor Leipzig; BC 0021782.
- Schumann, Robert: Vogelstimmen; u. a. Rundfunkchor Leipzig; ART 0039242.
- Schumann, Robert: Orientalische Klänge; u. a. Rundfunkchor Leipzig; ART 0039262.
- Silcher, Friedrich: Wohin mit der Freud’: „Ach, du klarblauer Himmel“; Rundfunkchor Leipzig; PILZ MAGMA 1990; PILZ 44 2066-2; (*Bach, Brahms, Mendelssohn Bartholdy, Schubert, Schütz).
- Weismann, Wilhelm: Drei Madrigale (1948); Drei Madrigale nach Worten von Friedrich Hölderlin (1963); Rundfunkchor Leipzig; Hastedt 2003; zeitgenossen 19.
- Wolpe, Stefan: Yigdal Cantata; Chor des Norddeutschen Rundfunks; Arte Nova Classics 1996/1997; 74321 46508 2.

### Choreinstudierungen
- Beethoven, Ludwig v.: Fidelio (1969); Solisten: Talvela/Adam/King/Jones/Crass/Mathis/Schreier; Staatskapelle Dresden, Rundfunkchor Leipzig; Dirigent: Karl Böhm; Deutsche Grammophon 1988; DG 447 925-2.
- Beethoven, Ludwig v.: Messe C-Dur (1968); Solisten: Kuhse/Burmeister/Schreier/Adam; Gewandhausorchester Leipzig, Rundfunkchor Leipzig; Dirigent: Herbert Kegel; VEB Deutsche Schallplatten 1976; Et 826119.
- Beethoven, Ludwig v.: Missa solemnis (1972); Solisten: Tomowa-Sintow/Burmeister/Schreier/Polster; Gewandhausorchester Leipzig, Rundfunkchor Leipzig; Dirigent: Kurt Masur; Berlin Classics 1995; BC 0091602.
- Beethoven, Ludwig v.: 9. Sinfonie (1973/1); Solisten: Tomowa-Sintow/Burmeister/Schreier/Adam; Gewandhausorchester Leipzig, Rundfunkchor Leipzig; Dirigent: Kurt Masur; Philips 2001; Philips Eloquence 468 112-2.
- Beethoven, Ludwig v.: 9. Sinfonie (1973/2); Solisten: Casapietra/Burmeister/Büchner/Adam; Rundfunk-Sinfonieorchester Berlin, Rundfunkchor Leipzig; Dirigent: Herbert Kegel; VEB Deutsche Schallplatten/ETERNA 1973; Et 8 26 548.
- Berg, Alban: Wozzeck (1973); Solisten: Schröter/Pohl/Goldberg/Hiestermann/Klotz/Tinschert/Adam/Wlaschiha/Wollrad; Rundfunk-Sinfonieorchester Leipzig, Rundfunkchor Leipzig; Dirigent: Herbert Kegel; Berlin Classics 1992; BC 0020682.
- Bizet, Georges: Carmen (Querschnitt 1972); Solisten: Fassbaender/Rothenberger/Spiess/Anheisser/Hoff/Springer/Neukirch/Hiestermann; Staatskapelle Dresden, Rundfunkchor Leipzig; Dirigent: Giuseppe Patané; Berlin Classics; BC 0020302.
- Blacher, Boris: Der Großinquisitor (1985); Solist: Nimsgern; Dresdner Philharmonie, Rundfunkchor Leipzig; Dirigent: Herbert Kegel; Berlin Classics 1998; BC 0093782.
- Blacher, Boris: Jüdische Chronik (1966); Gemeinsam mit P. Dessau, K. A. Hartmann, H. W. Henze, R. Wagner-Régeny; Solisten: Barova/Bauer; Sprecher: Schall/Thate; Rundfunk-Sinfonieorchester Leipzig, Rundfunkchor Leipzig; Dirigent: Herbert Kegel; Berlin Classics 1995; BC 0090162.
- Brahms, Johannes: Alt-Rhapsodie op. 53 (1968); Solistin: Burmeister; Rundfunk-Sinfonieorchester Leipzig, Rundfunkchor Leipzig; Dirigent: Heinz Bongartz; Berlin Classics 1996; BC 3140-2.
- Britten, Benjamin: War Requiem (1967); Solisten: Kuhse/Schreier/Leib; Rundfunk-Sinfonieorchester Leipzig, Rundfunkchor Leipzig; Dirigent: Herbert Kegel; VEB Deutsche Schallplatten/ETERNA 1968; Et 8 25 906-907.
- Bruckner, Anton: Te Deum WAB 45 (1979); Solisten: Andor/Büchner/Vogel; Orchester: Rundfunk-Sinfonieorchester Leipzig, Rundfunkchor Leipzig; Dirigent: Herbert Kegel; Magma Pilz 1990; 442065-2.
- Dessau, Paul: Appell der Arbeiterklasse (1977); Solisten: Burmeister/Büchner; Sprecher: Goldstein/Gloger/Holz; Rundfunk-Sinfonieorchester Leipzig, Rundfunkchor Leipzig; Dirigent: Herbert Kegel; VEB Deutsche Schallplatten/NOVA 1978; nova 8 85 143.
- Dessau, Paul: Jüdische Chronik (1966); Gemeinsam mit B. Blacher, K. A. Hartmann, H. W. Henze, R. Wagner-Régeny; Solisten: Barova/Bauer; Sprecher: Schall/Thate; Rundfunk-Sinfonieorchester Leipzig, Rundfunkchor Leipzig; Dirigent: Herbert Kegel; Berlin Classics 1995; BC 0090162.
- Dessau, Paul: Requiem für Lumumba (1964); Solisten: Geszty/Bauer; Sprecher: Schall/Naumann; Rundfunk-Sinfonieorchester Leipzig, Rundfunkchor Leipzig; Dirigent: Herbert Kegel; VEB Deutsche Schallplatten/NOVA 1971; nova 8 85 010.
- Donizetti, Gaetano: Don Pasquale (Querschnitt 1971); Solisten: Rothenberger/Schreier/Leib/Süß; Staatskapelle Dresden, Rundfunkchor Leipzig; Dirigent: Siegfried Kurz; Berlin Classics; BC 0020312.
- Einem, Gottfried von: Das Stundenlied op. 26 (1974); Rundfunk-Sinfonieorchester Leipzig, Rundfunkchor Leipzig; Dirigent: Herbert Kegel; Mitteldeutscher Rundfunk/Querstand 1999; VKJK 9917-3.
- Faure, Gabriel: Requiem; Solisten: Battle/Schmidt; Philharmonia Orchestra & Chorus London; Dirigent: Carlo Maria Giulini; Deutsche Grammophon 1986; Stereo 419 243-2 GH.
- Gluck, Christoph Willibald: Orfeo ed Euridice (1966); Solisten: Rothenberger/Pütz/Bumbry; Gewandhausorchester Leipzig, Rundfunkchor Leipzig; Dirigent: Václav Neumann; Berlin Classics 1995; BC 0090332.
- Gounod, Charles: Margarethe (Querschnitt 1967); Solisten: Casapietra/Schreier/Rotzsch/Schaal/Glahn/S.Vogel; Rundfunk-Sinfonieorchester Leipzig, Rundfunkchor Leipzig; Dirigent: Herbert Kegel; Berlin Classics 1992; BC 0020342.
- Hartmann, Karl Amadeus: Jüdische Chronik (1966); Gemeinsam mit B. Blacher, H. W. Henze, P. Dessau, R. Wagner-Régeny; Solisten: Barova/Bauer; Sprecher: Schall/Thate; Rundfunk-Sinfonieorchester Leipzig, Rundfunkchor Leipzig; Dirigent: Herbert Kegel; Berlin Classics 1995; BC 0090162.
- Haydn, Joseph: Die Jahreszeiten (1971); Solisten: Stolte/Schreier/Adam; Rundfunk-Sinfonieorchester Leipzig, Rundfunkchor Leipzig; Dirigent: Herbert Kegel; BMG 1992; 74321 49 182-2.
- Henze, Hans Werner: Jüdische Chronik (1966); Gemeinsam mit B. Blacher, K. A. Hartmann, P. Dessau, R. Wagner-Régeny; Solisten: Barova/Bauer; Sprecher: Schall/Thate; Rundfunk-Sinfonieorchester Leipzig, Rundfunkchor Leipzig; Dirigent: Herbert Kegel; Berlin Classics 1995; BC 0090162.
- Lehár, Franz: Die lustige Witwe (1969); Solisten: Wenglor/Hellmich/Vulpius/Ritzmann/Neukirch/Büchner/S.Vogel; Dresdner Philharmonie, Rundfunkchor Leipzig; Dirigent: Rudolf Neuhaus; Corona Classic Collection 1995; CCC 0000722.
- Mahler, Gustav: Sinfonie Nr. 2 c-Moll (1975); Solisten: Breul/Burmeister; Orchester: Rundfunk-Sinfonieorchester Leipzig, Rundfunkchor Leipzig; Dirigent: Herbert Kegel; Weitblick 2002; SSS 0030B-2.
- Mendelssohn Bartholdy, Felix: Die erste Walpurgisnacht op. 60 (1973); Solisten: Burmeister/Büchner/Lorenz/S.Vogel; Gewandhausorchester Leipzig, Rundfunkchor Leipzig; Dirigent: Kurt Masur; Berlin Classics 1993; BC 0020572.
- Mendelssohn Bartholdy, Felix: Elias (1968); Solisten: Adam/Ameling/Burmeister/Schreier u. a.; Gewandhausorchester Leipzig, Rundfunkchor Leipzig; Dirigent: Wolfgang Sawallisch; Philips 1993; Ph 438598-2.
- Mendelssohn Bartholdy, Felix: Sinfonie Nr. 2 „Lobgesang“ (1972); Solisten: Casapietra/Stolte/Schreier; Gewandhausorchester Leipzig, Rundfunkchor Leipzig; Dirigent: Kurt Masur; VEB Deutsche Schallplatten/ETERNA 1973; Et 8 26 381-382.
- Mozart, Wolfgang Amadeus: Alma Dei creatoris KV 277 (1976); Solisten: Reinhardt-Kiss/Burmeister/Büchner; Rundfunk-Sinfonieorchester Leipzig, Rundfunkchor Leipzig; Dirigent: Herbert Kegel; Philips Classics 2000; Ph 464870-2; (* Mozart: geistliche Werke).
- Mozart, Wolfgang Amadeus: Die Entführung aus dem Serail (1973); Solisten: Augér/Grist/Schreier/Moll/Neukirch u. a.; Staatskapelle Dresden, Rundfunkchor Leipzig; Dirigent: Karl Böhm; Deutsche Grammophon 1990; DG 4298682.
- Mozart, Wolfgang Amadeus: Die Zauberflöte (1970); Solisten: Adam/Schreier/S.Vogel/Geszty/Donath/Kuhse/Schröter/Burmeister/Leib/Hoff/Neukirch/Neumann; Staatskapelle Dresden, Rundfunkchor Leipzig; Dirigent: Otmar Suitner; RCA 1996; RCA 74321 32240-2.
- Mozart, Wolfgang Amadeus: Dixit et Magnificat KV 193 (1979); Solisten: Shirai/Büchner/Polster; Rundfunk-Sinfonieorchester Leipzig, Rundfunkchor Leipzig; Dirigent: Herbert Kegel; Philips Classics 1991; Ph 422747-1; (* Mozart: geistliche Werke).
- Mozart, Wolfgang Amadeus: Idomeneo KV 366 (1971); Solisten: Moser/Rothenberger/Springer/Gedda/Schreier/Leib/Adam u. a.; Staatskapelle Dresden, Rundfunkchor Leipzig; Dirigent: Hans Schmidt-Isserstedt; EMI 1991; EMI 653-763 990-2.
- Mozart, Wolfgang Amadeus: Idomeneo KV 366 (1977); Solisten: Ochmann/Schreier/Mathis/Varady/Winkler/Gebhardt/S.Vogel/Termer/Springer/Ude/Hellmich; Staatskapelle Dresden, Rundfunkchor Leipzig; Dirigent: Karl Böhm; Deutsche Grammophon 1990; DG 4298642.
- Mozart, Wolfgang Amadeus: Kyrie KV 341 (1976); Rundfunk-Sinfonieorchester Leipzig, Rundfunkchor Leipzig; Dirigent: Herbert Kegel; VEB Deutsche Schallplatten/ETERNA 1978; Et 8 26 839; (Mozart: Litaniae KV 195, Alma Die KV 277, Regina  coeli KV 276, Sancta Maria KV 273).
- Mozart, Wolfgang Amadeus: La clemenza di Tito KV 621 (1979); Solisten: Schreier/Várady/Mathis/Berganza/Schiml/Adam; Staatskapelle Dresden, Rundfunkchor Leipzig; Dirigent: Karl Böhm; Deutsche Grammophon 1990; DG 429 878-2.
- Mozart, Wolfgang Amadeus: Litaniae de venerabili altaris sacramento KV 243 (1974); Solisten: Frank-Reinecke/Burmeister/Büchner/Polster; Rundfunk-Sinfonieorchester Leipzig, Rundfunkchor Leipzig; Dirigent: Herbert Kegel; Philips Classics 2000; Ph 464870-2; (* Mozart: geistliche Werke).
- Mozart, Wolfgang Amadeus: Litaniae Lauretanae KV 109 (1978); Solisten: Shirai/Rieß/Büchner/Polster; Rundfunk-Sinfonieorchester Leipzig, Rundfunkchor Leipzig; Dirigent: Herbert Kegel; Philips Classics 2000; Ph 464870-2; (* Mozart: geistliche Werke).
- Mozart, Wolfgang Amadeus: Litaniae Lauretanae B. M. V. KV 195 (1974); Solisten: Frank-Reinecke/Burmeister/Büchner/Polster; Rundfunk-Sinfonieorchester Leipzig, Rundfunkchor Leipzig; Dirigent: Herbert Kegel; Philips Classics 2000; Ph 464870-2; (* Mozart: geistliche Werke).
- Mozart, Wolfgang Amadeus: Misericordias Domini KV 222 (1974); Rundfunk-Sinfonieorchester Leipzig, Rundfunkchor Leipzig; Dirigent: Herbert Kegel; Philips Classics 2000; Ph 464870-2; (* Mozart: geistliche Werke).
- Mozart, Wolfgang Amadeus: Missa brevis C-Dur KV 259 (1973); Solisten: Casapietra/Burmeister/Schreier/Polster; Rundfunk-Sinfonieorchester Leipzig, Rundfunkchor Leipzig; Dirigent: Herbert Kegel; Philips Classics 2000; Ph 464870-2; (* Mozart: geistliche Werke).
- Mozart, Wolfgang Amadeus: Missa brevis F-Dur KV 192 (1973); Solisten: Casapietra/Burmeister/Schreier/Polster; Rundfunk-Sinfonieorchester Leipzig, Rundfunkchor Leipzig; Dirigent: Herbert Kegel; Philips Classics 2000; Ph 8 26 580; (* Mozart: geistliche Werke).
- Mozart, Wolfgang Amadeus: Missa C-Dur KV 262 (1983); Solisten: Shirai/Schiml/Ude/Polster; Dresdner Philharmonie, Rundfunkchor Leipzig; Dirigent: Herbert Kegel; VEB Deutsche Schallplatten/ETERNA 1986; Et 8 27 908; (Mozart: Missa C-Dur KV 258).
- Mozart, Wolfgang Amadeus: Missa c-Moll KV 139 (1973); Solisten: Casapietra/Burmeister/Schreier/Polster; Rundfunk-Sinfonieorchester Leipzig, Rundfunkchor Leipzig; Dirigent: Herbert Kegel; VEB Deutsche Schallplatten/ETERNA 1975; Et 8 26 57.
- Mozart, Wolfgang Amadeus: Regina coeli KV 276 (1976); Solisten: Reinhardt-Kiss/Burmeister/Büchner/Polster; Rundfunk-Sinfonieorchester Leipzig, Rundfunkchor Leipzig; Dirigent: Herbert Kegel; Philips Classics 2000; Ph 464870-2; (* Mozart: geistliche Werke).
- Mozart, Wolfgang Amadeus: Sancta Maria, mater Dei KV 273 (1976); Rundfunk-Sinfonieorchester Leipzig, Rundfunkchor Leipzig; Dirigent: Herbert Kegel; Philips Classics 2000; Ph 464870-2; (* Mozart: geistliche Werke).
- Mozart, Wolfgang Amadeus: Venite, populi KV 260 (1974); Rundfunk-Sinfonieorchester Leipzig, Rundfunkchor Leipzig; Dirigent: Herbert Kegel; Philips Classics 2000; Ph 464870-2; (* Mozart: geistliche Werke).
- Mozart, Wolfgang Amadeus: Vesperae solennes de Dominica KV 321 (1979); Rundfunk-Sinfonieorchester Leipzig, Rundfunkchor Leipzig; Dirigent: Herbert Kegel; Philips Classics 2000; Ph 464870-2; (* Mozart: geistliche Werke).
- Mussorgski, Modest: Boris Godunow (Querschnitt 1970); Solisten: Adam/Kuhse/Schreier/Hölzke/Ritzmann/S.Vogel; Staatskapelle Dresden, Rundfunkchor Leipzig; Dirigent: Herbert Kegel; Berlin Classics 2003; BC 0032622.
- Offenbach, Jacques: Orpheus in der Unterwelt (Querschnitt 1969); Schreier/Polster/Hellmich/Hölzke/Fischer/Vulpius/Schob-Lipka/Apelt/Katterfeld/Enders u. a.; Dresdner Philharmonie, Rundfunkchor Leipzig; Dirigent: Robert Hanell; Corona Classic Collection 1993; CCC 0000342.
- Orff, Carl: Carmina Burana (1974); Solisten: Casapietra/Hiestermann/Stryczek; Rundfunk-Sinfonieorchester Leipzig, Rundfunkchor Leipzig; Dirigent: Herbert Kegel; Berlin Classica 1992; BC 0020472; (* Orff: Calulli carmina, Trionfi di Afrodite).
- Orff, Carl: Catulli Carmina (1971); Rundfunk-Sinfonieorchester Leipzig, Rundfunkchor Leipzig; Dirigent: Herbert Kegel; Berlin Classics 1992; BC 0020472; (* Orff: Carmina burana, Trionfo di Afrodite).
- Orff, Carl: Der Mond (1970); Solisten: Büchner/Teschler/Lunow/Klotz/Terzibaschian/Schaal/Glahn/Süß/Rotzsch u. a.; Rundfunk-Sinfonieorchester Leipzig, Rundfunkchor Leipzig; Dirigent: Herbert Kegel; Berlin Classics 1993; BC 0021042.
- Orff, Carl: Trionfo di Afrodite (1975); Solisten: Nawe/Krahmer/Werner/Büchner/Hiestermann/Stryczek/Süß; Rundfunk-Sinfonieorchester Leipzig, Rundfunkchor Leipzig; Dirigent: Herbert Kegel; Berlin Classics 1993; BC 0020472; (* Orff: Carmina Burana, Catulli Carmina).
- Prokofjew, Sergej: Die Verlobung im Kloster (Querschnitt 1971); Haseleu/Polster/Hiestermann/Teschler/Büchner/Süß/Hellmich/Croonen/Breul/Rupf/G. Kurth; Rundfunk-Sinfonieorchester Leipzig, Rundfunkchor Leipzig; Dirigent: Herbert Kegel; Berlin Classics 1994; BC 0020812.
- Puccini, Giacomo: Turandot (Querschnitt 1972); Solisten: Bjoner/Rothenberger/Spiess/Anheisser/Hiestermann/Neukirch/Hellmich/S.Vogel; Staatskapelle Dresden, Rundfunkchor Leipzig; Dirigent: Giuseppe Patané; Berlin Classics 1993; BC 0020292.
- Ravel, Maurice: Das Kind und der Zauberspuk (1970); Springer/Burmeister/Schaller/Mai/Klug/Trexler/Polster/Büchner/Hiestermann/Rotzsch/Lunow/Croonen u. a.; Rundfunk-Sinfonieorchester Leipzig, Rundfunkchor Leipzig; Dirigent: Herbert Kegel; Berlin Classics 1996; BC 0091182.
- Schönberg, Arnold: Moses und Aron (1976); Solisten:  Krahmer/Pohl/Goldberg/Ude/Stryczek/Polster/Mroz; Sprecher: Haseleu; Rundfunk-Sinfonieorchester Leipzig, Rundfunkchor Leipzig; Dirigent: Herbert Kegel; Berlin Classics 1994; BC 0011162.
- Schostakowitsch, Dmitri: Die Hinrichtung des Stepan Rasin (1967); Solist: Vogel; Rundfunk-Sinfonieorchester Leipzig, Rundfunkchor Leipzig; Dirigent: Herbert Kegel; VEB Deutsche Schallplatten/ETERNA 1972; Et 8 26 266.
- Schubert, Franz: Messe Nr. 5 As-Dur D 678 (1971); Solisten: Donath/Springer/Schreier/Adam; Staatskapelle Dresden, Rundfunkchor Leipzig; Dirigent: Wolfgang Sawallisch; Philips 2001; Ph 426 654-2; (* Schubert: Messe Es-Dur).
- Schubert, Franz: Messe Nr. 6 Es-Dur D 950 (1971); Solisten: Donath/Springer/Schreier/Rotzsch/Adam; Staatskapelle Dresden, Rundfunkchor Leipzig; Dirigent: Wolfgang Sawallisch; Philips 2001; Ph 426 654-2; (* Schubert: Messe As-Dur).
- Schubert, Franz: Messe Nr. 2 G-Dur D 167 (1971); Solisten: Stolte/Weimann/Leib; Rundfunk-Sinfonieorchester Leipzig, Rundfunkchor Leipzig; Dirigent: Herbert Kegel; PILZ MAGMA 1990; PILZ 44 2065-2; (* Bruckner: Te Deum).
- Schubert, Franz: Messe Nr. 2 G-Dur D 167 (1977/79); Solisten: Hajóssyová/Büchner/Polster; Rundfunk-Sinfonieorchester Leipzig, Rundfunkchor Leipzig; Dirigent: Herbert Kegel; Berlin Classics 1998; BC 0093412; (* Schubert, Stabat mater).
- Schubert, Franz: Rosamunde D 797 (1977); Solist: Cotrubas; Staatskapelle Dresden, Rundfunkchor Leipzig; Dirigent: Willi Boskowsky; Berlin Classics 1994; BC 0090042.
- Schubert, Franz: Stabat mater D 383 (1977); Solisten: Hajóssyová/Büchner/Polster; Rundfunk-Sinfonieorchester Leipzig, Rundfunkchor Leipzig; Dirigent: Herbert Kegel; Berlin Classics 1992; BC 0094312; (* Schubert, Messe G-Dur).
- Verdi, Giuseppe: Aida (Querschnitt 1972); Solisten: Bjoner/Schröter/Springer/Spiess/Stryczek/S.Vogel; Staatskapelle Dresden, Rundfunkchor Leipzig; Dirigent: Giuseppe Patané; Berlin Classics 1993; BC 0020622.
- Verdi, Giuseppe: La traviata (Querschnitt 1971); Solisten: Rothenberger/Springer/de Ridder/Ude/Anheisser/Leib/Thomaschke/S.Vogel; Staatskapelle Dresden, Rundfunkchor Leipzig; Dirigent: Giuseppe Patané; Berlin Classics 1993; BC 0020272.
- Verdi, Giuseppe: Quattro pezzi sacri (1967); Rundfunk-Sinfonieorchester Leipzig, Rundfunkchor Leipzig; Dirigent: Herbert Kegel; VEB Deutsche Schallplatten/ETERNA 1968; Et 8 26 088.
- Verdi, Giuseppe: Requiem (1974); Solisten: Molnar-Talajic/Lilova/Ottolini/Giaiotti; Rundfunk-Sinfonieorchester Leipzig, Rundfunkchor Leipzig; Dirigent: Giuseppe Patané; Berlin Classics 1997; BC 0092892.
- Verdi, Giuseppe: Rigoletto (Querschnitt 1971); Rothenberger/Katterfeld/Burmeister/Ilosfaly/Ude/Lunow/Wixell/Thomaschke/S.Vogel; Staatskapelle Dresden, Rundfunkchor Leipzig; Dirigent: Siegfried Kurz; Berlin Classics 1993; BC 0020282.
- Wagner, Richard: Die Meistersinger von Nürnberg (1970); Solisten: Donath/Kollo/Schreier/Adam/Evans/Ridderbuschu. u. a.; Staatskapelle Dresden, Rundfunkchor Leipzig; Dirigent: Herbert von Karajan; EMI 1999; EMI 627-567086-2.
- Wagner, Richard: Parsifal (1975); Solisten: Kollo/Schröter/Bunger/Cold/Adam/Teschler/Gebhardt/Polster/Breul/Pohl/Wachsmuth/Werner/Ambros/Termer/Ludwig-Jahns/Springer; Rundfunk-Sinfonieorchester Leipzig, Rundfunkchor Leipzig; Dirigent: Herbert Kegel; Koch 1993  3/1348/2.
- Wagner, Richard: Rienzi (1974/76); Solisten: Wennberg/Martin/Kollo/Schreier/Adam; Staatskapelle Dresden, Rundfunkchor Leipzig; Dirigent: Heinrich Hollreiser; EMI 1999; EMI 653-567131-2.
- Wagner-Régeny, Rudolf: Die Bürger von Calais (Querschnitt 1973); Solisten: Breul/Weimann/Hellmich/Mai/Krahmer; Rundfunk-Sinfonieorchester Leipzig, Rundfunkchor Leipzig; Dirigent: Herbert Kegel; VEB Deutsche Schallplatten/ETERNA 1974; Et 8 26 522; (* Wagner-Régeny: Johanna Balk).
- Wagner-Régeny, Rudolf: Johanna Balk (Querschnitt 1973); Solisten: Bolkestein/Büchner/Hellmich/Nau/Thomaschke/Polster; Rundfunk-Sinfonieorchester Leipzig, Rundfunkchor Leipzig; Dirigent: Herbert Kegel; VEB Deutsche Schallplatten/ETERNA 1974; Et 8 26 522; (* Wagner-Régeny: Die Bürger von Calais).
- Wagner-Régeny, Rudolf: Jüdische Chronik (1966); Gemeinsam mit B. Blacher, K. A. Hartmann, H. W. Henze, P. Dessau; Solisten: Barova/Bauer; Sprecher: Schall/Thate; Rundfunk-Sinfonieorchester Leipzig, Rundfunkchor Leipzig; Dirigent: Herbert Kegel; Berlin Classics 1995; BC 0090162.
- Weber, Carl Maria von: Der Freischütz (1973); Solisten: Janowitz/Mathis/Schreier/Weikl/Crass/Leib/Hoff/Pfretzschner/Krahmer/Springer; Staatskapelle Dresden, Rundfunkchor Leipzig; Dirigent: Carlos Kleiber; Deutsche Grammophon 1998; DG 457736-2.
- Weber, Carl Maria von: Oberon (1975); Rundfunk-Sinfonieorchester Leipzig, Rundfunkchor Leipzig; Solisten: G.Neumann/Boas/Goldberg/Hellmich/Kovarikova/Trekel-Burkhardt; Dirigent: Herbert Kegel; IGI / 362.